# Otfried Laur
Otfried Laur (* 1. Juli 1942 in Berlin) ist ein deutscher Kulturmanager. Er ist vor allem bekannt durch die Gründung des Berliner Theaterclubs.

## Leben und Karriere
Otfried Laur ist der Sohn des Kammermusikers Friedrich Laur und Enkel von Otto Feist, der Trompeter der Berliner Philharmoniker war. Nach dem Besuch der Höheren Wirtschaftsschule Steglitz und der Berufsschule für Bank und Versicherungskaufleute begann er seine berufliche Laufbahn als Bankkaufmann bei der Berliner Disconto Bank AG, einer Tochtergesellschaft der Deutschen Bank.
Laur war seit der Gründung im September 1967 Erster Vorsitzender, später Präsident, des Berliner Theaterclub e.V. Zudem gründete er in den 1970er/1980er Jahren die Kulturelle Betreuung Otfried Laur, die u. a. für die Betreuung von Schulgruppen zuständig war, welche im Rahmen ihres Schulprogramms West-Berlin besuchten. Parallel zur Tätigkeit beim Berliner Theaterclub schuf Laur mit seiner Theater- und Konzertdirektion eine weitere Möglichkeit, Konzerte und Tourneen von Künstler und Künstlergruppen der verschiedensten Genres für das Berliner Publikum zu organisieren, wobei er nach eigenen Angaben als Konzertveranstalter im Zeitraum von 1975 bis 2014 über 8.000 Konzerte und Tourneeveranstaltungen organisierte. Vielen, später bekannten Namen verhalf er zu einer breiten Popularität, beispielsweise hatte Max Raabe und das Palastorchester einen seiner ersten Auftritte unter Laurs Direktion
Laur, der vielfältigen Berliner Kultur- und Theaterlandschaft verpflichtet, engagierte sich aktiv gegen die Privatisierung des Metropol-Theaters und beteiligte sich im jahrelangen Kampf um den Erhalt der KuDamm-Bühnen Berlin, wobei er Initiator eines Bürgerbegehrens war.

## Privates
Seit 1966 ist Laur mit seiner Jugendliebe Renate Pohl (Mitbegründerin des Berliner Theaterclubs) verheiratet.

## Auszeichnungen
- 1999: Verdienstkreuz am Bande des Verdienstordens der Bundesrepublik Deutschland[11]
- 2014: Verdienstorden des Landes Berlin[12]

## Publikationen
- Laur´s Lexikon: Künstler und Veranstaltungen von A bis Z 1973-2014. Zusammengetragen von Reni und Otfried Laur, Verlag: Reni und Otfried Laur, Berlin 2014.
- als Hrsg.: Skurrile Theater-Geschichten / erlebt und gesammelt von Reni und Otfried Laur. Verlag Otfried Laur, 2018.
- als Hrsg.: Reni und Otfried Laur – ein gemeinsames Leben für die Kultur: im Spiegel der Presse. Verlag Otfried Laur, Berlin 2020.